# 軌道交點

升交點是幾個軌道元素之一。

軌道交點是軌道與其傾斜的平面相交的兩個點之一。參考平面若是非傾斜軌道，即軌道包含在平面內，因此沒有交點。

## 交點的區分

關於兩個橢圓軌跡的交點的動畫。（點擊圖片）。

## 月球交點

月球的交點